# American Campaign Medal
L'American Campaign Medal (médaille de la campagne américaine) est une récompense militaire des forces armées des États-Unis qui fut créée le 6 novembre 1942 lors de l'ordre exécutif (Executive Order) 9265 de Franklin Delano Roosevelt, afin de récompenser les soldats s'étant illustré sur le théâtre américain pendant la Seconde Guerre mondiale.
Elle fut décernée principalement au personnel de la US Navy qui fut engagé dans la lutte contre les U-boote dans l'Atlantique.
Une médaille similaire, connue sous le nom d'American Defense Service Medal, a été décernée pour le service actif avant l'entrée des États-Unis dans la Seconde Guerre mondiale.

## Histoire
L'American Campaign Medal a été créée par le décret (Executive Order) 9265 du 6 novembre 1942 du président Franklin D. Roosevelt et annoncée dans le War Department Bulletin 56, 1942. Les critères ont été initialement annoncés dans la circulaire 1 du département de l'Armée (DA), datée du 1er janvier 1943, afin que le ruban puisse être autorisé avant la conception de la médaille. Les critères de la médaille ont été annoncés dans la DA Circular 84, datée du 25 mars 1948, puis publiés dans le Army Regulation 600-65, daté du 22 septembre 1948. L'American Campaign Medal n'a été décernée comme ruban de service que pendant la Seconde Guerre mondiale et n'a été décernée comme médaille de taille normale qu'en 1947.
Le premier récipiendaire de l'American Campaign Medal fut le General of the Army (général de l'Armée) George C. Marshall, Jr..
En janvier 2020, l'armée de l'air des États-Unis (US Air Force) a autorisé rétroactivement la banderole de campagne américaine à flotter sur le drapeau de la Civil Air Patrol (CAP) situé au siège national de la CAP, sur la base aérienne de Maxwell (Maxwell Air Force Base), en Alabama. La banderole reconnaît la participation de la CAP aux opérations de patrouille côtière entre mai et août 1943, alors qu'elle était rattachée au commandement anti-sous-marin de l'Forces aériennes de l'Armée de Terre (Army Air Forces).

## Critères d'attribution
Les critères d'attribution de l'American Campaign Medal sont d'avoir servi sur le théâtre américain entre le 7 décembre 1941 et le 2 mars 1946 dans l'une des conditions suivantes:
1. Affectation permanente en dehors des limites continentales des États-Unis.
2. En affectation permanente en tant que membre de l'équipage d'un navire naviguant dans les eaux océaniques pendant une période de 30 jours consécutifs ou 60 jours non consécutifs.
3. En dehors des limites continentales des États-Unis en tant que passager ou en service temporaire pendant 30 jours consécutifs ou 60 jours non consécutifs.
4. En combat actif contre l'ennemi et a reçu une décoration de combat ou un certificat du commandant général d'un corps, d'une unité supérieure ou d'une force indépendante attestant que le soldat a effectivement participé au combat.
5. Dans les limites continentales des États-Unis pendant une période totale d'un an.

Les limites du théâtre américain sont les suivantes: 
- La frontière orientale est située à partir du pôle Nord, au sud le long du 75e méridien de longitude ouest jusqu'au 77e parallèle de latitude nord,
- au sud-est à travers le détroit de Davis jusqu'à l'intersection du 40e parallèle de latitude nord et du 35e méridien de longitude ouest,
- au sud le long du méridien jusqu'au 10e parallèle de latitude nord,
- au sud-est jusqu'à l'intersection de l'équateur et du 20e méridien de longitude ouest,
- au sud le long du 20e méridien de longitude ouest jusqu'au pôle Sud.

La limite ouest est située à partir du pôle Nord, 
- au sud le long du 141e méridien de longitude ouest jusqu'à la limite est de l'Alaska,
- au sud et au sud-est le long de la limite de l'Alaska jusqu'à l'océan Pacifique,
- au sud le long du 130e méridien jusqu'à son intersection avec le 30e parallèle de latitude nord,
- au sud-est jusqu'à l'intersection de l'équateur et du 100e méridien de longitude ouest,
- au sud jusqu'au pôle Sud.

## Apparence
|  |  |

La médaille, en bronze, mesure 1+1⁄4 pouces (32 mm) de large. L'avers a été dessiné par Thomas Hudson Jones. Il représente un croiseur de la marine en route, survolé par un bombardier B-24 Liberator. Au premier plan, un sous-marin ennemi est en train de couler et, à l'arrière-plan, la ligne d'horizon d'une ville. En haut de la médaille figurent les mots "AMERICAN CAMPAIGN" (campagne américaine). Le revers de la médaille, dessiné par Adolph Alexander Weinman, est le même que celui de la Asiatic-Pacific Campaign Medal (Médaille de la campagne Asie-Pacifique) et de la European-African-Middle Eastern Campaign Medal (Médaille de la campagne Europe-Afrique-Moyen-Orient). Il représente un pygargue à tête blanche américain entre les dates 1941 - 1945 et les mots "UNITED STATES OF AMERICA".
Le ruban a une largeur de 1+3⁄8 pouces (35 mm) en bleu oriental. Au centre se trouve une bande centrale de 1⁄8 pouces (3,2 mm) divisée en tiers de bleu vieille gloire, de blanc et d'écarlate. Entre le centre et les bords se trouvent des bandes de 1⁄16 pouce (1,6 mm) en blanc, noir, écarlate et blanc. La couleur bleue représente les Amériques ; les bandes centrales bleue, blanche et rouge, reprises du ruban de l'American Defense Service Medal, représentent la poursuite de la défense américaine après Pearl Harbor. Les bandes blanches et noires représentent la partie allemande du conflit sur la côte atlantique, tandis que les bandes rouges et blanches sont aux couleurs du Japon et font référence à la partie du conflit sur la côte pacifique.

## Dispositifs du ruban
Des étoiles de service (Service Star) de 3/16 de pouce ont été autorisées pour les militaires ayant participé à des combats avec les forces de l'Axe sur le théâtre américain. Cela s'appliquait principalement aux militaires dont les unités participaient à des patrouilles anti-U-bootes (guerre anti-sous-marine) dans l'Atlantique.

## Les campagnes

### Campagnes de la Marine
La participation à ces opérations d'escorte, de lutte anti-sous-marine, de garde armée et spéciales donne droit à une étoile de campagne (service star) pour chaque participation:

### Campagnes de l'Armée de terre
Une étoile (service star) de bronze est autorisée pour la participation à la campagne anti-sous-marine. Pour y prétendre, les personnes doivent avoir été affectées ou attachées à une unité ayant participé à une campagne anti-sous-marine, et avoir été présentes pour le service dans cette unité.

## Source
- (en) Cet article est partiellement ou en totalité issu de l’article de Wikipédia en anglais intitulé « American Campaign Medal » (voir la liste des auteurs).